# نسور فنون القتال المختلطة
نسور للفنون القتالية المختلطة (بالإنجليزية: Eagles MMA)‏ هي منظمة روسية للفنون القتالية المختلطة تقدم خدمات التدريب والإدارة للمقاتلين. أسسها بطل يو إف سي للوزن الخفيف السابق حبيب نورمحمدوف ورجل الأعمال الروسي زيافودين ماجوميدوف.

## مقاتلون بارزون
- حبيب نورمحمدوف[2]
- Islam Makhachev[2]
- عثمان نورمحمدوف[3]
- عمر نورمحمدوف[4]
- أبو بكر نورمحمدوف[4]
- فيتالي ميناكوف [الإنجليزية][2]
- سيرجي بافلوفيتش[2]
- تاغير أولانبيكوف[4]
- سلطان علييف [الإنجليزية][5]
- عمري أحمدوف [الإنجليزية][6]
- ساباربيك سفروف [الإنجليزية][7]
- رسول ميرزايف [الإنجليزية][2]
- خاسان ماجوميدشاريبوف [الإنجليزية][8]
- مارات جافوروف [الإنجليزية][9]

## وصلات خارجية
- Eagles MMA على موقع واي باك مشين (نسخة محفوظة 2018-04-12) (بالإنجليزية)